# ロマノフ家の末裔 〜それぞれの人生〜
『ロマノフ家の末裔 ～それぞれの人生～』（The Romanoffs）は、アメリカ合衆国のアンソロジードラマシリーズであり、マシュー・ワイナーが創作し、脚本、製作、監督を担当し、2018年10月12日にAmazonビデオで配信された。シリーズはエピソードごとに別々のキャストを起用するが、ジョン・スラッテリー、JJ・フィールド、ルイーズ・ブルゴワン、アーロン・エッカート、ダイアン・レインらは複数のエピソードに登場する。2019年7月、次のシーズンへ更新されないことが発表された。

## 概要
シリーズは、ロマノフ家の末裔だと信じ、各国に住む人々に関する別個の物語からなるアンソロジー・シリーズである。

## キャスト
※括弧内は日本語吹替

### ヴァイオレット・アワー
- グレッグ・モファット: アーロン・エッカート（田村真） - パリに住むアメリカ人。
- アヌシュカ: マルト・ケラー（一城みゆ希） - グレッグの叔母。
- ソフィ: ルイーズ・ブルゴワン（岡田栄美） - グレッグのガールフレンド。
- アジャル・アジム: Inès Melab - アヌシュカの家政婦でフランス生まれのイスラム教徒。
- ラハ・アジム: Darina Al Joundi - アジャルの母。
- モハメド・アジム: Mouss Zouheyri - アジャルの父。
- アミール・アジム: Mounir Amamra - アジャルの弟。
- M. Audran: ヴァーノン・ドブチェフ - アヌシュカの友人。
- Mme. Audran: Evelyne Dandry - アヌシュカの友人。
- Dr. Shrom: Xavier Thiam - 医師。
- ソニア: Salomé Diénis Meulien - アヌシュカの前の家政婦。

### 空しい望み
- マイケル・ロマノフ: コリー・ストール（小原雅人） - 高校教師、陪審員を務める。
- シェリー・ロマノフ: ケリー・ビシェ（渋谷はるか） - マイケルの妻。
- ミシェル・ウエストブルック: ジャネット・モンゴメリー - 陪審員となるイギリス人の女性。
- アイバン・ノバク: ノア・ワイリー（藤井啓輔） - シェリーがクルーズで知り合う男。
- ダニエル・リース: ジョン・スラッテリー（金尾哲夫） - 講演者。

### 栄華の果てに
- オリビア・ロジャース: クリスティーナ・ヘンドリックス（冬馬由美） - 皇后役の有名女優。
- サミュエル・ライアン: ジャック・ヒューストン - ラスプーチン役の俳優。
- ボブ・アイザックソン: ポール・ライザー（小田桐一）- オリビアのエージェント。
- ジャクリーン・ジェラード: イザベル・ユペール（野沢由香里） - 監督。
- ブライアン・ノリス: マイク・ドイル（英語版） - 皇帝役の俳優。
- ジャック: JJ・フィールド（木内秀信） - 脚本家
- スティーブ・ルイス: マーク・バレー - 出資者。
- ラズロ: Ivan G'Vera - カメラマン。

### 秘密の重み
- ジュリア・ウェルズ: アマンダ・ピート（山像かおり）
- エリック・フォード: ジョン・テニー（内田直哉） - ジュリアの夫。
- エラ・ホプキンズ: エミリー・ラッド（うえだ星子） - ジュリアの娘。
- マリリン・ホプキンス: メアリー・ケイ・プレイス（小宮和枝） - エラの義理の母。
- ロン・ホプキンス: マイケル・オニール（塾一久） - エラの義理の父。
- ダニエル・リース: ジョン・スラッテリー - エリックの親友、小説家。
- キャサリン・フォード: ダイアン・レイン（五十嵐麗） - エリックの姉妹。

### 虚像の調べ
- キャサリン・フォード: ダイアン・レイン（五十嵐麗）
- デヴィッド・パットン: アンドルー・レイノルズ（中谷一博） - ゲイの音楽教師。
- デビー・ニューマン: カーラ・ブオノ - デヴィッドの生徒の母親。
- シェリル・ゴーワンズ: ニコール・アリ・パーカー（佐古真弓） - デヴィッドの生徒の母親。
- アレックス・マイヤーズ: ロン・リビングストン（丸山壮史） - キャサリンの夫。
- ベンジー・マイヤーズ: Thaddeaus Ek - キャサリンの息子。
- ヘンリー・マイヤーズ: Joshua Carlon - キャサリンの息子。
- ジュリアン・マイヤーズ: Uriah Shelton - キャサリンの息子。
- グティエレス: Alexandra Barreto - 刑事。

### パノラマ
- ヴィクトリア・ヘイワード: ラダ・ミッチェル（深見梨加）
- エイベル・エリクソン: Juan Pablo Castañeda - ジャーナリスト。
- フランク・シェフィールド: グリフィン・ダン - 編集長。
- ニック・ヘイワード: Paul Luke Bonenfant - ヴィクトリアの血友病の息子。
- フィリップ・ヘイワード: David Sutcliffe - ヴィクトリアの夫。
- シケイロス医師: Roberto Medina

### 執着点
- アンカ・ガーナー: キャスリン・ハーン（込山順子）
- ジョー・ガーナー: ジェイ・R・ファーガソン（三宅健太）
- エレーナ: アネット・マヘンドル（行成とあ） - ロシア人の養子仲介業者。
- パトリシア・キャラハン: クレア・デュヴァル - ロシア人の養子を迎えたアメリカ人。
- バーブ・キャラハン: Stephanie McVay - パトリシアの母。
- ヴェラ: Anastasija Marcenkaité - 養子仲介業者、エレーナの息子の婚約者。

### すべてを持つ者
- サイモン・バロウズ: ヒュー・スキナー（英語版）（布施川一寛） - ロマノフ家の末裔。
- オンディーヌ: ヘラ・ヒルマー（渡辺広子） - サイモンのベビーシッター。
- ジョージ・バロウズ: ベン・マイルズ（木下浩之） - サイモンの父。
- ジャック: JJ・フィールド（木内秀信） - オンディーヌとジョージの息子、脚本家。
- キャンディス: アデル・アンダーソン（宮寺智子） - サイモンの別名。
- ナタリー・バロウズ: Deirdre Mullins - サイモンの母。

## エピソード
| 通算 話数 | タイトル                                   | 監督               | 脚本                                     | 公開日         |
| --- | ------------------------------------------ | ------------------ | ---------------------------------------- | -------------- |
| 1 | "ヴァイオレット・アワー" "The Violet Hour" | マシュー・ワイナー | マシュー・ワイナー                       | 2018年10月12日 |
| パリに住むグレッグ・モファットとガールフレンドのソフィは、ロマノフ家の末裔だと信じるグレッグの伯母のアヌシュカが倒れたと聞いて駆けつける。二人は、密かにアヌシュカが死んで豪華なアパートメントを相続することを望む。アヌシュカのために家政婦のアジャルを雇うが、イスラム教徒のアジャルとアヌシュカは当初気が合わない。だが次第に二人は親しくなり、アヌシュカはアジャルに遺産を残すよう遺言書を書き換える。グレッグは遺産をあきらめさせるためにアジャルを食事に誘い、二人は一夜を共に過ごす。アジャルはアヌシュカの仕事を辞め、グレッグは別のロシア人の家政婦を雇う。二か月後、アジャルは妊娠していることをグレッグに告げ、グレッグは喜び、ソフィは彼のもとを去る。アヌシュカはロマノフ家の血筋が続くことを歓迎する。 |                                            |                    |                                          |                |
| 2 | "空しい望み" "The Royal We"                | マシュー・ワイナー | Michael Goldbach&マシュー・ワイナー      | 2018年10月12日 |
| ロマノフ家の末裔と信じるマイケル・ロマノフと妻のシェリーは倦怠期を迎える。シェリーはロマノフ家の末裔が参加するクルーズを予約する。マイケルは裁判で陪審員となり、美しいイギリス人の女性と知り合って、意図的に評決を遅らせてシェリーを一人でクルーズに行かせる。週末、マイケルはミシェルと一夜を過ごす。ミシェルはクルーズで男と出会い魅かれるが、マイケルを裏切ることはできない。評決後もマイケルはミシェルに執着するが断られる。マイケルは戻ったシェリーが邪魔になり、殺そうとして失敗する。 |                                            |                    |                                          |                |
| 3 | "栄華の果てに" "House of Special Purpose"  | マシュー・ワイナー | Mary Sweeney & マシュー・ワイナー        | 2018年10月19日 |
| ロマノフ家を描くミニシリーズでニコライ2世皇后アレクサンドラ 役を演じるため、アメリカから女優のオリビア・ロジャースがオーストリアにやって来る。自分がロマノフ家の末裔だと信じる監督のジャクリーンはオリビアの演技が気に入らず衝突する。周りの人間は奇妙な振る舞いを見せ、異常な出来事が起き、ジャクリーンは一夜を過ごしたラスプーチン役の俳優に撮影現場で襲われる。ついに耐えられなくなったジャクリーンは、アメリカからやってきたエージェントのボブに撮影を降りると言う。オリビアはボリシェビキの格好をした兵士たちに誘拐され、他の俳優たちとともに地下室に連れていかれる。他の俳優たちは銃殺され、オリビアは恐怖のために死ぬ。だがこれはオリビアにリアルな演技をさせるための芝居であったことがわかる。 |                                            |                    |                                          |                |
| 4 | "秘密の重み" "Expectation"                 | マシュー・ワイナー | Semi Chellas                             | 2018年10月26日 |
| ニューヨークに住むジュリアの一日を描く。ジュリアは初孫を身ごもる娘のエラと朝食をともにし、次に夫の親友のダニエルと会う。ダニエルは第二話のクルーズ船で講演をした小説家であり、ロマノフ家に関する著書に基づいて第三話のミニシリーズが製作される。フラッシュバックで、エラは夫のエリックではなくダニエルとの不倫の子であることがわかる。ジュリアはエリックを選んだ決断を振り返って酔っ払い、エラの義理の両親を出迎える。胆石で入院したジュリアを見舞いに来たエラはダニエルとの不倫を知っていたという。 |                                            |                    |                                          |                |
| 5 | "虚像の調べ" "Bright and High Circle"      | マシュー・ワイナー | Kriss Turner Towner & マシュー・ワイナー | 2018年11月2日  |
| ロマノフ家の末裔でロシア文学の大学教授であるキャサリン・フォードは、三人の息子にピアノを教えるゲイのデヴィッド・パットンが未成年への不適切な行動で告発されていることを知る。困惑したキャサリンは子供たちと話すが不審な点は見つからない。だがほかの生徒の親と話すうちに、デヴィッドが自分の過去を偽り、不適切なジョークを使い、勝手に人の家に入ることを知り、キャサリンはデヴィッドを不信の目で眺め始める。やがて、デヴィッドは未成年の生徒にアルコールを与えたと告発されただけであることがわかり、キャサリンは再び子供たちにレッスンを受けさせる。 |                                            |                    |                                          |                |
| 6 | "パノラマ" "Panorama"                      | マシュー・ワイナー | Dan LeFranc & マシュー・ワイナー         | 2018年11月9日  |
| メキシコ・シティのジャーナリストのエイベルは富裕層相手の病院が末期患者に偽の治療を施して不当に稼いでいると疑い調べる。エイベルは病院で、血友病の少年ニックの母親でロマノフ家の子孫のアメリカ人ヴィクトリアと知り合う。エイベルはヴィクトリアに魅かれ、彼女とその息子に数々の観光名所を見せる。一方でエイベルは病院の問題行為を知る。ヴィクトリアの別居中の夫がメキシコにやって来て、ヴィクトリアは悩みをエイベルに打ち明ける。エイベルは調べた内容を編集長のフランクに見せるが、記事ではないと言われる。エイベルは辞職する。 |                                            |                    |                                          |                |
| 7 | "End of the Line"                          | マシュー・ワイナー | Andre Jacquemetton & Maria Jacquemetton  | 2018年11月16日 |
| ロマノフ家の子孫であるアメリカ人のアンカとジョーの夫妻は子どもに恵まれず、養子をとるためにウラジオストックに来る。だが見せられた赤ん坊には健康上の問題がある。アンカは養子を拒否しようとするが、ジョーは養子に取る義務があると主張して言い争いになる。アンカは不妊治療の苦労をジョーが理解しないと責め、ジョーは黒人の養子をアンカが拒否したと責める。最終的にジョーは折れ、二人は養子を拒否すると仲介者のエレーナに告げる。エレーナは別の健康な赤ん坊を見せ、二人は養子縁組に合意してアメリカに連れ帰る。 |                                            |                    |                                          |                |
| 8 | "The One That Holds Everything"            | マシュー・ワイナー | Donald Joh & マシュー・ワイナー          | 2018年11月23日 |
| ロンドンへ向かう列車の中で、脚本家のジャック・エドガーは隣に座った女性からロマノフ家の末裔のサイモンの話を聞かされる。子どものころ、火事で母のナタリーは死んでサイモンは死にかけ、サイモンはベビーシッターで父のジョージの愛人のオンディーヌによる放火を疑う。サイモンは寄宿制の学校に送られ、父とオンディーヌは結婚して息子のジャックをもうける。サイモンは香港で働き、同性愛の恋人に捨てられる。数年後、サイモンは重病の父を見舞った後に自殺を図って精神病院に収容され、自分がトランスジェンダーであることを受け入れ、やがて女性としてキャンディスを名乗る。キャンディスはオンディーヌを訪ねて家宝のイアリングを要求するが、ジャックに贈ったと言われる。現在、ジャックは隣の女性が腹違いの兄サイモンであることに気づく。キャンディスに毒を盛られたジャックは死に、キャンディスは荷物の中から母のイアリングを盗んでつける。列車を降り、駅で待つオンディーヌとジャックの婚約者の前を通り過ぎる。 |                                            |                    |                                          |                |